# غريس هارتمان
غريس هارتمان هي نقابية كندية، ولدت في 14 يوليو 1918 في تورونتو في كندا، وتوفي بنفس المكان في 18 ديسمبر 1993.